# Playboy TV
Playboy TV es un canal de televisión prémium estadounidense para adultos, que opera bajo licencia de Playboy Enterprises en diferentes territorios. Su programación se centra en contenido erótico variado de producción propia.

## Historia
El canal se lanzó el 1 de noviembre de 1982 como The Playboy Channel. La programación original y el estilo del canal fueron desarrollados por Hugh Hefner y el productor Michael Trikilis. Playboy contrató su propio personal de ventas y marketing y lanzó el canal en varios operadores principales.
En el momento de su lanzamiento, la programación presentada en el canal consistía en películas con clasificación R (+18). Durante los primeros once años de existencia se transmitía durante diez horas al día, a partir de las 20:00 hrs hasta las 6:00. El canal se relanzó como Playboy TV y adoptó su nombre actual el 1 de noviembre de 1989. La red amplió su programación a 24 horas en 1994.
En noviembre de 2011, Playboy Enterprises vendió sus propiedades de medios a Manwin (más tarde MindGeek), quien operaría, incluido el canal Playboy TV, bajo la subsidiaria Playboy Plus Entertainment. Aunque Playboy Enterprises volvió a adquirir su sitio web, MindGeek aún continúa operando Playboy TV bajo licencia.

## Programación
Playboy TV comenzó originalmente como una versión en video de la revista Playboy. La programación contó con críticas musicales, entrevistas con celebridades, moda masculina y segmentos sobre automóviles. Era una extensión de la revista, una marca de estilo de vida establecida. Lentamente, la programación del canal evolucionó para presentar mujeres atractivas y, finalmente, producciones softcore.
Actualmente, su programación se compone de series, realities, películas y programas originales de producción propia; cada región produce localmente programas para su propia señal que a su vez, son distribuidas a otros territorios. Por lo general, los programas son producciones de estilo de vida, eróticas, soft porn, feature (con argumento) o en algunos casos son producciones de sexo explícito pero de carácter erótico.

## Playboy TV Latinoamérica

### Playboy TV Latin America & Iberia LLC
Playboy TV Latin America & Iberia LLC es una subsidiaria de Claxson Interactive Group formada en conjunto con Playboy Enterprises Inc., encargada de operar las plataformas y canales para adultos de Claxson.
Fue fundada en 1996 por Cisneros Television Group y Playboy Enterprises Inc., con el fin de producir, operar y distribuir canales para adultos en Iberoamérica.
En 2007, Playboy TV Latin America & Iberia LLC cerró un acuerdo con Globosat para la creación de la marca Playboy do Brasil Entretenimento, que se encargaría de llevar y gestionar los canales para adultos de Claxson (entre ellos Playboy TV) en Brasil.

### Playboy TV
El canal de televisión para Latinoamérica nació en noviembre de 1996 junto a AdulTVision y fue lanzado exclusivamente para el servicio de televisión por satélite DirecTV. Un año después, en noviembre de 1997, Playboy TV comenzó a ser distribuido en los sistemas de cable de América Latina, incluyendo Brasil, y fue lanzando también para España y Portugal.
El canal emite su contenido en español y portugués, doblado o subtitulado, con producciones internacionales y locales producidas bajo la marca Playboy TV. Playboy TV está disponible en vivo las 24 horas en HotGo, el servicio streaming de Claxson.

### Señales
- Genérica: La señal de Playboy TV es genérica para todo Latinoamérica y la región hispanohablante de los Estados Unidos; se emite en alta definición de forma nativa en simulcast con la señal en resolución estándar. Se rige por los horarios de las ciudades de Buenos Aires, Brasilia, Ciudad de México y Miami.
- Iberia: Señal que emite en Europa para España y Portugal.

## Playboy TV Europe
El canal europeo fue lanzado el 1 de mayo de 2018 por el Grupo Dorcel de Francia, en más de 30 países de Europa (exceptuando Reino Unido, España y Portugal), desde Suecia hasta Croacia, pasando por Francia y Alemania.
El canal está dedicado al estilo de vida y al entretenimiento sexy, siguiendo las últimas tendencias en moda, viajes, cultura y erotismo. Incluye programas modernos centrados en la cultura y el placer con modelos estrella de las redes sociales. La programación, producida en un 50% en Europa, combina contenido exóticos y eróticos, mostrando el trabajo de los mejores artistas en fotografía.